# Józef Łukaszewicz (żołnierz NSZ)

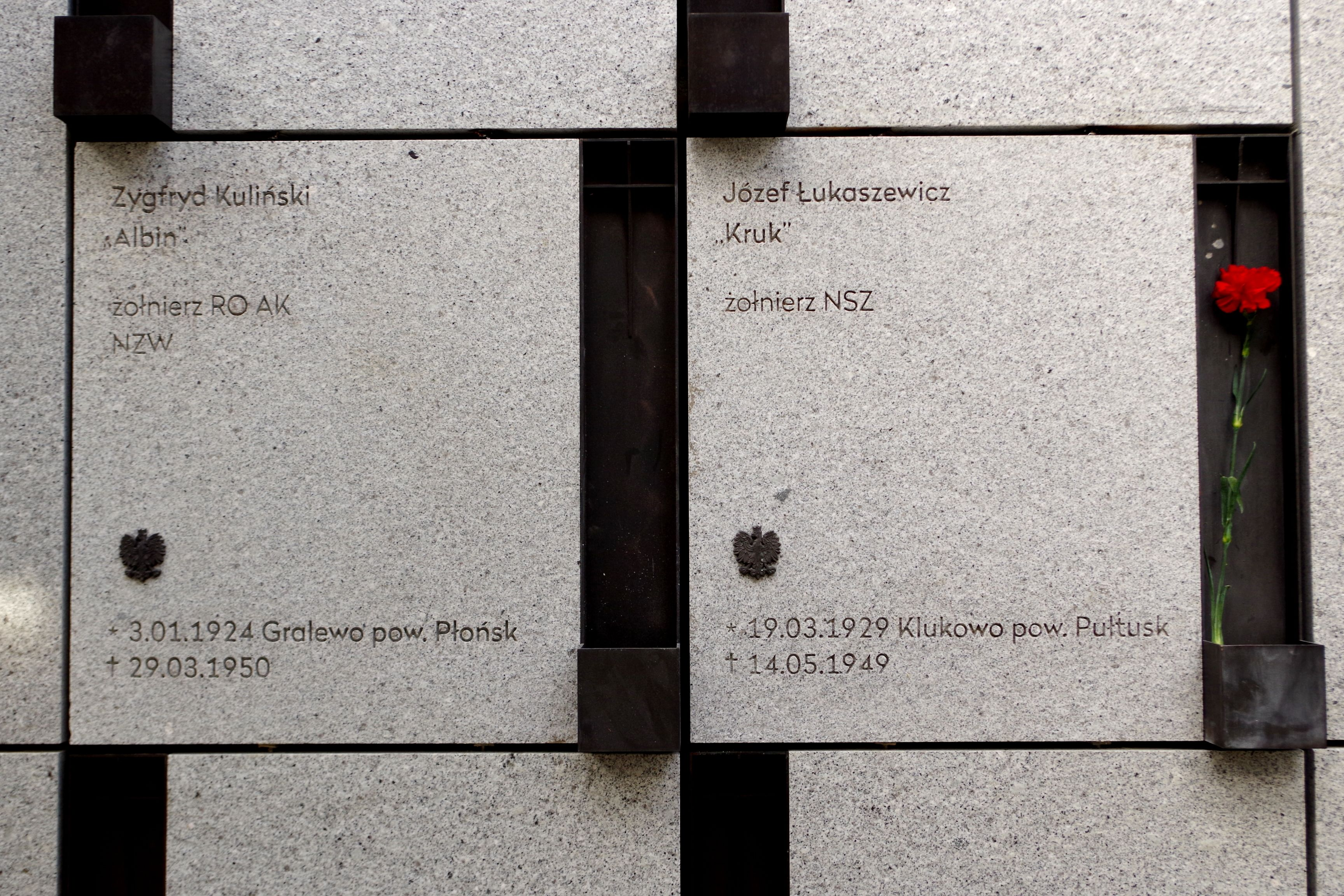
Groby Zygfryda Kulińskiego ps. „Albin” i Józefa Łukaszewicza ps. „Walek” w Panteonie – Mauzoleum Wyklętych-Niezłomnych na Cmentarzu Wojskowym na Powązkach w Warszawie.

Józef Łukaszewicz, pseud. Walek, Kruk (ur. 19 marca 1929 w Klukowie, zm. 14 maja 1949 w Warszawie) – uczeń liceum, sierżant Narodowych Sił Zbrojnych.

## Życiorys
Był synem Jana i Heleny z Idzikowskich. Po II wojnie światowej mieszkał w Warszawie i uczył się w Gimnazjum a potem Liceum Ogólnokształcącym im. Leopolda Lisa-Kuli na warszawskiej Pradze.
W grudniu 1947 roku razem z Janem Braunem, Czesławem Gałązką i Edwardem Markosikiem założył OPSN (Organizacja Podziemna Stronnictwa Narodowego) i przyjął pseudonim „Walek”. Zebrania odbywały się w Gimnazjum im. Leopolda Lisa-Kuli. W połowie marca 1948 roku organizacja podporządkowała się Zygmuntowi Rzeźkiewiczowi „Lisowi” „Grotowi”, „Parabelce”, a następnie Zygmuntowi Jezierskiemu „Orłowi”, dowódcy oddziału NSZ działającego na terenie powiatu mińskiego. Walczył w stopniu sierżanta o pseudonimie „Kruk”. Oddział ten przeprowadził kilka akcji bojowych, m.in. 1 kwietnia 1948 roku na szosie koło Kałuszyna przeciw grupie operacyjnej UB i KBW, 26 kwietnia 1948 roku w Sinołęce. Oddział „Orła” realizował szereg zadań bojowych: „spalił sowiecką ruchomą radiostację, uwolnił więźniów przewożonych do warszawskiej katowni UB, wydawał wyroki na zdrajców "typujących" polskich patriotów na wywózki do sowieckich łagrów”.
Józef Łukaszewicz został ujęty 4 czerwca 1948 roku podczas obławy w Grodzisku koło Mrozów. 12 lutego 1949 roku Wojskowy Sąd Rejonowy w Warszawie skazał go na karę śmierci. Prezydent Rzeczypospolitej Polskiej Bolesław Bierut nie skorzystał z prawa łaski. Wyrok wykonano 14 maja 1949 roku w więzieniu przy ul. Rakowieckiej w Warszawie, równocześnie mordując dwóch innych żołnierzy z oddziału „Orła” – Edwarda Markosika „Wichurę” i Czesława Gałązkę „Bystrego”.
Szczątki Józefa Łukaszewicza odnaleziono latem 2012 roku w kwaterze „na Łączce” Cmentarza Wojskowego na Powązkach w Warszawie, o czym  Rada Ochrony Pamięci Walk i Męczeństwa, Pomorski Uniwersytet Medyczny w Szczecinie i Instytut Pamięci Narodowej powiadomiły 22 sierpnia 2013 roku. Identyfikację szczątków odnalezionych na kwaterze "Ł" przeprowadzili specjaliści z PUM w Szczecinie w ramach Polskiej Bazy Genetycznej Ofiar Totalitaryzmów.